# Норкино (Балтачевський район)
Но́ркино (рос. Норкино, башк. Нөркә) — присілок у складі Балтачевського району Башкортостану, Росія. Адміністративний центр Норкинської сільської ради.
Населення — 406 осіб (2010; 455 у 2002).
Національний склад:
- башкири — 67 %